# 리시아스

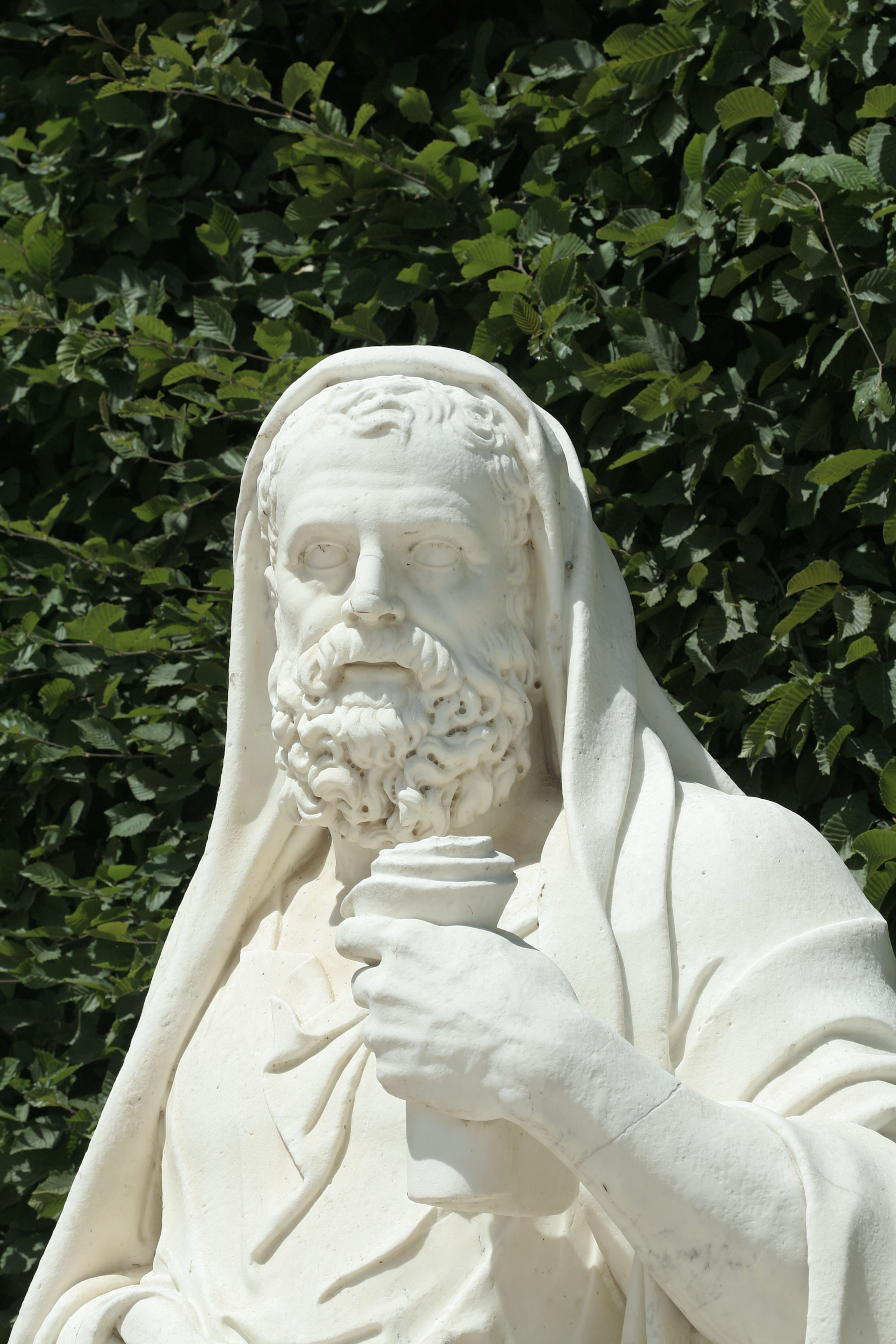
장 데디외의 리시아스 (베르사유 정원)

리시아스(Lysias, 그리스어: Λυσίας; 기원전 445년경 – 기원전 380년경)는 고대 그리스의 로고그라포스(연설문 작가)였다. 그는 기원전 3세기에 비잔티움의 아리스토파네스와 사모트라케의 아리스타르코스가 편찬한 "알렉산드리아 정전"에 포함된 10명의 아티카 웅변가 중 한 명이다.

## 생애
할리카르나소스의 디오니시오스와 플루타르코스에 귀속된 생애의 저자에 따르면, 리시아스는 기원전 459년에 태어났는데, 이는 리시아스가 80세에 도달했거나 넘었다는 전통과 일치한다. 이 날짜는 투리이의 건설(기원전 444년)에서 거꾸로 계산하여 얻어진 것으로 보인다. 리시아스가 15세에 그곳으로 갔다는 전통이 있었기 때문이다. 현대 비평가들은 일반적으로 그의 출생을 나중인 기원전 445년경으로, 투리이로의 여행은 기원전 430년경으로 본다.
그의 아버지인 케팔로스는 시라쿠사 태생으로, 페리클레스의 초청으로 아테네에 정착했다. 플라톤의 《국가》의 첫 장면은 피레아스에 있는 케팔로스의 장남 폴레마르코스의 집을 배경으로 한다. 그 묘사의 분위기는 시칠리아 가문이 플라톤에게 잘 알려져 있었고, 그들의 집이 그러한 모임에 종종 환영받았을 것이라는 추론을 뒷받침한다. 또한 플라톤의 《파이드로스》는 파이드로스 (아테네인)가 에피크라테스의 집에서 리시아스와 대화하다가 돌아오는 장면으로 시작된다. 그는 소크라테스를 만나 리시아스의 연설을 읽고 토론한다.
타란토만에 새로 세워진 식민지인 투리이에서 소년은 중년의 헤로도토스를 보았을 수도 있고, 그들 사이에 우정이 생겼을 수도 있다. 그곳에서 리시아스는 수사학 연구를 시작했다고 하는데, 아마도 시칠리아 학파의 대가 밑에서였을 것이다. 전통에 따르면, 코락스의 제자인 티시아스 밑에서였을 수도 있으며, 티시아스의 이름은 수사학을 예술로 체계화하려는 첫 시도와 관련이 있다. 펠로폰네소스 전쟁 중 기원전 415-413년의 아테네의 시칠리아 침공은 궁극적으로 리시아스 가족에게 어려움을 초래했으며, 특히 아테네가 참패로 끝났을 때 더욱 그러했다. 리시아스를 그 시대의 유명 인사들과 계속 연결하려는 시도는 고대에 리시아스에게 귀속된 수사적 연습, 즉 포로가 된 아테네 장군 니키아스가 시칠리아인들에게 자비를 구하는 연설이라는 것이 그 예이다. 아테네에 대한 끔찍한 타격은 투리이의 반아테네 파벌의 에너지를 가속화시켰다. 리시아스와 그의 형 폴레마르코스는 다른 300명과 함께 아테네 편향 혐의로 고발되었다. 그들은 투리이에서 추방되어 아테네에 정착했다(기원전 412년).
리시아스와 폴레마르코스는 부유한 사람이었다. 그들은 아버지 케팔로스에게서 재산을 상속받았고, 리시아스는 그들이 단지 거류 외국인임에도 불구하고, 시민권을 누리는 많은 사람들을 부끄럽게 할 정도로 너그러이 공공 서비스를 수행했다고 주장한다 (에라토스테네스 반대 연설 12.20). 그들이 주택을 소유했다는 사실은 그들이 등세자(그리스어: ἰσοτελεῖς), 즉 거류 외국인에 대한 특별세(μετοίκιον)를 면제받고 시민과 동일한 세금만 내는 외국인으로 분류되었음을 보여준다. 폴레마르코스는 아테네 자체에 집을 소유했고, 리시아스는 피레아스에 다른 집을 소유했으며, 그 근처에는 120명의 숙련된 노예를 고용하는 방패 공장이 있었다.
기원전 404년, 삼십인 정권이 스파르타 수비대의 보호 아래 아테네에 세워졌다. 그들의 초기 조치 중 하나는 새로운 정부에 불만을 품고 있다고 여겨지는 거류 외국인들을 공격하는 것이었다. 리시아스와 폴레마르코스는 첫 번째 희생자가 될 10명 명단에 포함되었다. 폴레마르코스는 체포되어 독미나리를 마시도록 강요당했다. 리시아스는 큰 뇌물의 도움으로 간신히 탈출했다. 그는 죄수로 갇혀 있던 집의 뒷문으로 몰래 빠져나와 배를 타고 메가라로 갔다. 그는 참주들의 통치 기간 동안 망명자들에게 귀중한 봉사를 한 것으로 보이며, 기원전 403년 트라쉬불로스는 이러한 봉사를 시민권 부여로 인정해야 한다고 제안했다. 그러나 불레는 아직 재구성되지 않았고, 따라서 필요한 예비 결의(προβούλευμα)에 의해 엑클레시아에 그 조치를 도입할 수 없었다. 이 때문에 그 제안은 성공적으로 반대되었다.
말년에 리시아스는 (아마도 참주들의 탐욕과 아테네 망명자들에 대한 그의 관대함 때문에 비교적 가난한 사람이 되었을 것이다) 새로운 직업인 로고그라포스, 즉 법정에서 전달될 연설문 작가로서 열심히 일하는 구성원으로 나타났다. 현존하는 34편은 극히 일부에 불과하다. 기원전 403년부터 기원전 380년경까지 그의 활동은 끊임없이 이어졌을 것이다. 이 기간 동안 그의 개인적인 삶에 대한 기록은 드물다. 기원전 403년에 그는 삼십인 정권 중 한 명인 에라토스테네스 (정치가)를 고발하는 사람으로 나섰다. 이것이 아테네 정치와의 유일한 직접적인 접촉이었다. 소크라테스를 위한 변론을 썼으나 소크라테스가 사용을 거부했다는 이야기는 아마도 혼동에서 비롯된 것일 것이다. 소크라테스 사망 몇 년 후, 소피스트 폴리크라테스 (아테네)는 그를 반대하는 연설을 작성했고, 리시아스는 이에 답했다.
더 확실한 전통은 리시아스가 기원전 388년 올림픽 축제에서 자신의 올림피아코스 연설을 했다고 전하는데, 그 축제에 디오니시오스 1세가 웅장한 사절단을 보냈었다. 금으로 수놓은 천막들이 성역 안에 세워져 있었고, 디오니시오스의 재산은 그가 출전시킨 전차의 수로 생생하게 드러났다. 리시아스는 아르타크세르크세스 1세 다음으로 헬라스의 최악의 적수인 디오니시오스를 비난하고, 모인 그리스인들에게 그들의 가장 중요한 의무 중 하나가 시칠리아를 혐오스러운 압제에서 해방시키는 것이라고 역설했다. 날짜를 알 수 있는 리시아스의 가장 최근 작품(페레니코스를 위한 연설의 단편)은 기원전 381년 또는 380년에 속한다. 그는 아마도 기원전 380년에 또는 그 직후에 사망했을 것이다.

## 문체
리시아스는 현존하는 연설에서 문학적 기교, 유머, 그리고 인물에 대한 관심을 보여주며, 그의 기술을 숨기는 예술로 유명하다. 의뢰인이 전달할 목적으로 작성된 연설은 의뢰인의 나이, 지위, 상황에 적합해야 했다. 리시아스는 이러한 적응을 진정으로 예술적으로 만든 최초의 인물이었다. 그의 언어는 유려하게 흐르도록 만들어졌는데, 이는 그의 선배인 안티폰이 웅장한 강조를 추구하고, 그의 제자(그리고 여러 면에서 밀접하게 따랐던)인 이사이오스가 더 눈에 띄는 예술적 기교와 더 엄격한 논리적 논증 방식을 사용했으며, 후에 데모스테네스의 강력한 웅변과는 대조적이다.
고대 비평의 관점에서 보면, 그는 소박한 문체(그리스어: ἰσχνὸς χαρακτήρ, ἰσχνὴ/λιτὴ/ἀφελὴς λέξις: genus tenue 또는 subtile)의 모범이 되었다. 그리스와 로마 비평가들은 수사적 구성의 세 가지 문체, 즉 웅장한 문체(또는 정교한 문체), 소박한 문체, 중간 문체를 구분했으며, 소박한 문체는 일상생활의 언어에 가장 가까웠다. 그리스 수사학은 웅장한 문체로 시작되었고, 이후 리시아스는 소박한 문체의 절묘한 전형을 제시했으며, 데모스테네스는 거의 이상적인 타협을 이루었다고 볼 수 있다.
리시아스의 어휘는 비교적 단순하며 나중에 아티키주의자들에게 순수한 문체의 모범으로 여겨졌다. 수사적 표현은 절제하여 사용되었으며, 절의 병렬이나 대조를 통한 표현을 제외하고는 거의 사용되지 않았다. 당시의 취향은 시칠리아 수사학의 영향에서 아직 벗어나지 못했으므로 아마도 안티테제의 광범위한 사용을 요구했을 것이다. 리시아스는 생생한 묘사에 뛰어나며, 가벼운 터치로 연설자의 성격을 나타내는 재주도 있다. 그의 문장 구조는 주제의 품위에 따라 상당히 다양하다. 그는 주기적인 문체(κατεστραμμένη λέξις)와 비주기적이거나 연속적인 문체(εἰρομένη, διαλελυμένη) 모두를 자유자재로 구사한다. 주제 배열은 항상 단순하다. 연설은 일반적으로 서론(προοίμιον), 사실 서술(διήγησις), 증명(πίστεις) (증인으로부터의 외적 증거 또는 사실에 대한 논증으로부터의 내적 증거일 수 있다), 그리고 결론(ἐπίλογος)의 네 부분으로 구성된다.
리시아스는 서론과 서술 부분에서 가장 돋보인다. 현존하는 가장 위대한 연설인 에라토스테네스 반대 연설과 단편적인 올림피아코스 연설에서는 파토스와 열정이 느껴지지만, 이는 그의 작품의 특징적인 자질은 아니었다. 마르쿠스 툴리우스 키케로의 판단(De Orat. iii. 7, 28)에 따르면 데모스테네스는 특별히 힘(vis)으로, 아이스키네스는 공명(sonitus)으로, 히페레이데스는 예리함(acumen)으로, 이소크라테스는 달콤함(suavitas)으로 구별되었다. 키케로가 리시아스에게 부여하는 특징은 subtilitas, 즉 아티카적인 세련됨이다. 이는 그가 다른 곳에서(Brutus, 16, 64) 훌륭한 활력(lacerti)과 결합될 때도 있다고 말한다. 리시아스는 웅변뿐만 아니라 모든 후대 그리스 산문에 중요한 영향을 미쳤다. 그는 완벽한 우아함이 소박함과 어떻게 결합될 수 있는지를 보여주었다. 여기서 그는 친숙한 관용구를 예술적으로 사용했다는 점에서 아티카 산문의 에우리피데스라고 불릴 수 있을 것이다. 그의 문체는 현대 독자들의 관심을 끌었는데, 이는 아테네의 일상생활 장면을 묘사하는 데 사용되기 때문이다.

## 작품

### 현존하는 연설문 목록
리시아스에게서는 34편의 연설문이 전해진다. 3편의 단편적인 연설문은 리시아스의 이름으로 전해지며, 127편의 다른 연설문은 현재 소실되었지만 작은 단편이나 제목을 통해 알려져 있다. 아우구스투스 시대에는 425편의 작품이 그의 이름으로 전해졌으며, 그 중 200편 이상이 비평가들에 의해 진품으로 인정되었다.
아래 표는 연설문의 제목(램 번역본에 나열된 순서), 제안된 연설 날짜, 주요 수사 모드, 연설의 요점, 그리고 주석을 보여준다. 법정은 사법과 동의어이며 법정에서 행해진 연설을 의미한다. 과시적은 의식적인 연설이며 주제에 대한 칭찬 또는 덜 자주 비판을 포함한다. 숙고적은 입법부에서 행해진 연설을 의미한다. 주석(예: A1, B3 등)은 표 아래의 자격 목록을 참조한다.
| 연설                                     | 제안 날짜                 | 주요 수사 모드                                                 | 연설의 요점                                                                                           | 주석                                                               |
| ---------------------------------------- | ------------------------- | -------------------------------------------------------------- | --- | ------------------------------------------------------------------ |
| 1. 에라토스테네스의 살인에 관하여        | 불확실                    | 공공 사건에서의 법정 연설 [A6]; 사적 사건에서의 법정 연설 [B4] | 유필레토스는 자신이 저지른 살인이 계획적이지 않았음을 증명하려고 한다.                                |                                                                    |
| 2. 장례 연설                             | 기원전 392년경 ?          | 과시적                                                         | 코린토스 전쟁 중 사망한 병사들에 대한 찬사, 연설된 것으로 추정됨.                                     | 저자 불확실 (문체와 접근 방식이 리시아스의 다른 연설과 매우 다름). |
| 3. 시몬 반대 연설                        | 기원전 393년 또는 그 이후 | 공공 사건에서의 법정 연설 [A6]; 사적 사건에서의 법정 연설 [B4] | |                                                                    |
| 4. 계획적인 상해에 관하여                | 불확실                    | 공공 사건에서의 법정 연설 [A6]                                 | 피고인은 친구를 살해하려는 의도로 상해를 입힌 혐의를 받고 있다.                                       |                                                                    |
| 5. 칼리아스를 위하여                     | 불확실                    | 공공 사건에서의 법정 연설 [A7]                                 | 친구가 불경죄 고발로부터 칼리아스를 변호한다.                                                         | 단편적으로 보존됨.                                                 |
| 6. 안도키데스 반대 연설                  | 기원전 400/399년          | 공공 사건에서의 법정 연설 [A7]                                 | | 확실히 위조되었지만, 아마도 동시대; 시작 부분 소실                 |
| 7. 올리브 나무 그루터기 문제에 대한 변론 | 기원전 396년 또는 그 이후 | 공공 사건에서의 법정 연설 [A7]                                 | |                                                                    |
| 8. 비방 고발                             | 불확실                    | 사적 사건에서의 법정 연설 [B3]                                 | | 위조됨                                                             |
| 9. 병사를 위하여                         | 기원전 395-387년경        | 공공 사건에서의 법정 연설 [A3]                                 | |                                                                    |
| 10. 테옴네스토스 반대 연설 1             | 기원전 384–383년경        | 사적 사건에서의 법정 연설 [B1]                                 | |                                                                    |
| 11. 테옴네스토스 반대 연설 2             | 기원전 384–383년경        | 사적 사건에서의 법정 연설 [B1]                                 | | 리시아스 10의 요약본                                               |
| 12. 에라토스테네스 반대 연설             | 기원전 403년 또는 그 직후 | 공공 사건에서의 법정 연설 [A6]                                 | 아마도 배포용 (읽기용) 소책자였을 것이다.                                                             |                                                                    |
| 13. 아고라토스 반대 연설                 | 기원전 399년경            | 공공 사건에서의 법정 연설 [A6]                                 | |                                                                    |
| 14. 알키비아데스 반대 연설 1             | 기원전 395년              | 공공 사건에서의 법정 연설 [A5]                                 | |                                                                    |
| 15. 알키비아데스 반대 연설 2             | 기원전 395년              | 공공 사건에서의 법정 연설 [A5]                                 | |                                                                    |
| 16. 만티테우스 변호                      | 기원전 392-389년경        | 공공 사건에서의 법정 연설 [A4]                                 | | 평의회(불레) 앞에서                                                |
| 17. 에라톤의 재산에 관하여               | 기원전 397년경            | 사적 사건에서의 법정 연설 [B3]                                 | |                                                                    |
| 18. 니키아스의 형제 재산에 관하여: 결론  | 기원전 396년경            | 공공 사건에서의 법정 연설 [A2]                                 | |                                                                    |
| 19. 아리스토파네스의 재산에 관하여       | 기원전 388-387년경        | 공공 사건에서의 법정 연설 [A3]                                 | |                                                                    |
| 20. 폴리스트라토스를 위하여              | 기원전 410년경            | 공공 사건에서의 법정 연설 [A1]                                 | 폴리스트라토스는 민주주의에 반하는 행위로 기소된다. 폴리스트라토스의 아들이 그를 변호한다.            |                                                                    |
| 21. 뇌물 수수 혐의에 대한 변론           | 기원전 403/2년            | 공공 사건에서의 법정 연설 [A1]                                 | 피고인은 법원에 자신이 부패 혐의로 유죄 판결을 받지 않도록 요청한다.                                  |                                                                    |
| 22. 곡물 상인 반대 연설                  | 기원전 386년              | 공공 사건에서의 법정 연설 [A1]                                 | 평의회(불레) 의원이 가격 담합 혐의로 여러 곡물 소매업자를 고발한다.                                   |                                                                    |
| 23. 판클레온 반대 연설                   | 불확실 (400/399?)         | 사적 사건에서의 법정 연설 [B4]                                 | |                                                                    |
| 24. 장애인을 위하여                      | 불확실                    | 공공 사건에서의 법정 연설 [A4]                                 | 리시아스라는 이름의 장애인 남성이 평의회(불레) 앞에서 연금 자격이 없다는 혐의에 대해 자신을 변호한다. |                                                                    |
| 25. 민주주의 전복 혐의에 대한 변론       | 기원전 401-399년경        | 공공 사건에서의 법정 연설 [A4]                                 | 한 남자가 반역 혐의에 대해 자신을 변호한다. 그는 삼십인 정권의 지지자로 고발되었다.                   |                                                                    |
| 26. 에반드로스 검증에 관하여             | 기원전 382년              | 공공 사건에서의 법정 연설 [A4]                                 | |                                                                    |
| 27. 에피크라테스와 동료 사절단 반대 연설 | 기원전 390년경            | 공공 사건에서의 법정 연설 [A1]                                 | |                                                                    |
| 28. 에르고클레스 반대 연설               | 기원전 388년              | 공공 사건에서의 법정 연설 [A1]                                 | |                                                                    |
| 29. 필로크라테스 반대 연설               | 기원전 388년              | 공공 사건에서의 법정 연설 [A3]                                 | |                                                                    |
| 30. 니코마코스 반대 연설                 | 기원전 399년              | 공공 사건에서의 법정 연설 [A1]                                 | |                                                                    |
| 31. 필론 반대 연설                       | 기원전 403–398년경        | 공공 사건에서의 법정 연설 [A4]                                 | 필론이 제비뽑기로 평의회에 선출되었다. 연설자는 그의 선출에 반대한다.                                 |                                                                    |
| 32. 디오게이톤 반대 연설                 | 기원전 400년경            | 사적 사건에서의 법정 연설 [B2]                                 | 후견인이 피후견인의 돈을 숨겼다는 혐의를 받고 있다.                                                   |                                                                    |
| 33. 올림픽 연설                          | 기원전 388년 또는 384년   | 과시적                                                         | |                                                                    |
| 34. 조상 헌법 전복 반대 연설             | 기원전 403년              | 숙고적                                                         | 리시아스는 아테네 시민권이 토지 소유자에게만 국한되어야 한다는 제안에 반대하여 연설한다.              |                                                                    |

주석 "A": 공공 사건과 관련된 법정 연설
1. 국가에 대한 직접적인 범죄와 관련된 경우 (그리스어: γραφαὶ δημοσίων ἀδικημάτων); 예를 들어 반역죄, 공직 부정행위, 공금 횡령 등.
2. 위헌 절차와 관련된 경우 (그리스어: γραφὴ παρανόμων)
3. 국가로부터 보류된 금전에 대한 청구와 관련된 경우 (그리스어: ἀπογραφαί).
4. 심사(δοκιμασία)와 관련된 경우; 특히 의회에 의한 공직자 지명 심사
5. 군사 범죄와 관련된 경우 (그리스어: γραφαὶ λιποταξίου, ἀστρατείας)
6. 살인 또는 살인 의도와 관련된 경우 (그리스어: γραφαὶ φόνου, τραύματος ἐκ προνοίας)
7. 불경죄와 관련된 경우 (그리스어: γραφαὶ ἀσεβείας)

주석 "B": 사적 사건과 관련된 법정 연설
1. 명예 훼손 소송 (δίκη κακηγορίας)
2. 후견인에 대한 피후견인의 소송 (그리스어: δίκη ἐπιτροπῆς)
3. 재산권 주장 재판 (διαδικασία)
4. 특별 변론에 대한 답변 (그리스어: πρὸς παραγραφήν)

### 기타
그의 동료들에게, 비방에 대한 불평, 8권. (확실히 위조됨).
플라톤의 파이드로스 230e-234에 리시아스에게 귀속된 연설. 이 연설은 일반적으로 플라톤 자신의 작품으로 간주되어 왔지만, 다음을 관찰하는 사람들은 이 결론의 확실성에 의문을 제기할 것이다:
- 에로티코이 연설의 구두상 정확한 낭송을 위해 대화에서 이루어진 정교한 준비,
- 그것에 대해 이루어진 비판의 긴밀함.

풍자가가 단순히 자신의 작품을 분석하고 있다면 그러한 비판은 거의 의미가 없을 것이다. 리시아스는 에로티코이를 작곡한 것으로 알려진 가장 초기의 작가이다. 그가 파이드로스에서 공격의 대상이 되는 것은 수사학과 잘못된 에로스를 모두 대표하기 때문이다. 이 연설과 파이드로스의 나머지 부분 사이의 문체적 차이 또한 이 연설이 진품이라는 것을 시사한다.

### 단편들
이 중 355편은 헤르만 자우페의 Oratores Attici, 2권 170-216쪽에 수록되어 있다. 이 중 252편은 127편의 알려진 연설문을 대표하며, 6편의 단편은 비교적 규모가 크다. 이 중 단편적인 연설문인 페레니코스를 위한 연설은 기원전 381년 또는 380년경의 것으로, 따라서 리시아스의 가장 최근 작품이다. 문학적, 역사적 중요성 측면에서 리시아스의 현존하는 연설문 중 첫 번째는 기원전 403년의 삼십인 정권 중 한 명이었던 에라토스테네스 반대 연설로, 리시아스는 그를 자신의 형 폴레마르코스의 살인범으로 고발한다. 이 연설은 삼십인 정권이 아테네에 확립한 공포 통치에 대한 웅변적이고 생생한 그림이며, 시민 양측에 대한 마지막 호소는 특히 강력하다.
다음으로 중요한 연설은 기원전 388년의 아고라토스 반대 연설로, 아이고스포타모이 해전에서의 패배 직후 몇 달간 아테네의 내부 역사에 대한 우리의 주요 자료 중 하나이다. 올림피아코스(기원전 388년)는 올림피아 축제의 정신을 표현하고 그리스인들에게 공통의 적에 대항하여 단결하도록 exhort하는 훌륭한 단편이다. 헌법을 위한 변론(기원전 403년)은 제국을 잃은 아테네의 안녕이 민주주의 원칙의 유지와 어떻게 연결되어 있는지를 주장하는 방식이 흥미롭다. 만티테우스 변호(기원전 392년)는 젊은 아테네 기병의 우아하고 생동감 있는 초상화로, 불충성 혐의에 대해 자신의 명예를 강력하게 변호한다. 무효자를 위한 변호는 유머러스한 인물 스케치이다. 판클레온 반대 연설은 아테네와 플라타이아 간의 긴밀한 관계를 보여주며, 아테네의 도시 생활을 그림같이 엿볼 수 있게 한다. 신성한 올리브 나무를 파괴한 혐의를 받은 사람을 변호하는 연설은 우리를 아티카의 시골 생활 한가운데로 데려다준다. 그리고 테옴네스토스 반대 연설은 기원전 600년에서 400년 사이에 아테네의 일반적인 어휘가 어떻게 변화했는지에 대한 흥미로운 증거로 주목할 만하다.

## 내용주
1. ↑  Debra Nails, The People of Plato (Hackett, 2002), p. 190, and S.C. Todd, "Lysias," in Oxford Classical Dictionary 3rd ed. (1996).
2. ↑  John Addington Symonds, A problem in Greek Ethics, XII, p. 64
3. ↑  “Sir Richard C. Jebb, Selections from the Attic Orators, Lysias, Ὀλυμπιακός”. 《www.perseus.tufts.edu》. 2023년 9월 24일에 확인함.
4. ↑  Cf. Dionysius of Halicarnassus, Isaeus 61 and Jebb, Attic Orators (1893), vol. 2, pp. 290ff.
5. ↑  Brandwood, L., The Chronology of Plato's Dialogues (케임브리지 대학교 출판부, 1990), pp. 240–246.

## 더 읽어보기
- 배트먼, 존 J. 1958. "리시아스와 법." American Philological Association 논문집 89:276–285.
- 도버, 케네스 J., 편집. 1968. 리시아스와 코르푸스 리시아쿰. 버클리 및 로스앤젤레스: 캘리포니아 대학교 출판부.
- 피게이라, T. 1986. "리시아스의 '곡물 상인 반대 연설'에 나오는 시토폴라이와 시토필라케스: 아테네 경제에 대한 정부 개입." Phoenix 40:149–171.
- 가가린, 마이클. 2001. "아티카 웅변의 여성 목소리." In Making Silence Speak. Greek Literature and Society의 여성 목소리. L. McClure 및 A. Lardinois 편집, 161–176. 프린스턴, 뉴저지: 프린스턴 대학교 출판부.
- 그리피스-윌리엄스, 브렌다. 2013. 법정 폭력: 아테네 및 영국 폭행 사건의 법과 수사학. Greece and Rome 60.1: 89–100.
- 라테이너, 도널드. 1981. "리시아스의 정치적 변호 연설 분석." Rivista storica dell’Antichità 11:147–160.
- 뢰닝, 토마스 C. 1981. "리시아스의 자전적 연설과 전기적 전통." Hermes 109:280–294.
- 뤼드베리-콕스, 제프. 2005. "폭력에 대해 말하기: 리시아스 연설문의 군집화된 분사." Literary and Linguistic Computing 20.2: 219–235.
- 시어, 줄리아 L. 2013. "그들의 기억은 결코 늙지 않을 것이다: 아테네 장례 연설의 기억 정치." Classical Quarterly 63.2: 511–536.
- 울퍼트, 앤드루. 2002. "리시아스 18과 아테네의 내전 기억." Transactions of the American Philological Association 132.1–2: 109–126.